# Smalininkai
Smalininkai ( escoltar (?·pàg.)) és una petita ciutat del districte municipal de Jurbarkas en el comtat de Tauragė, Lituània. Era part de la Prússia Oriental i va ser trucada Schmalleningken. Entre 1923-1939 i des de la Segona Guerra Mundial pertany a Lituània.